# Charlotta Fougberg
Charlotta Fougberg (* 19. Juni 1985 in Lerum) ist eine schwedische Leichtathletin, die sich auf den Langstrecken- und Hindernislauf spezialisiert hat.

## Sportliche Laufbahn
Fougberg wurde von 2010 bis 2013 viermal in Folge schwedische Meisterin im Hindernislauf. Ihre erste Teilnahme an einem internationalen Großereignis absolvierte sie bei den Weltmeisterschaften 2013 in Moskau, wo sie allerdings im Vorlauf ausschied.
Der internationale Durchbruch gelang Fougberg in der Saison 2014. Ende Mai verbesserte sie den schwedischen Rekord bei einem Leichtathletik-Meeting im belgischen Oordegem auf 9:34,61 Minuten. Im Juli lief sie in Glasgow erneut eine Bestleistung und setzte sich mit 9:23,96 Minuten an die Spitze der europäischen Jahresbestenliste. Bei den Europameisterschaften in Zürich musste sie sich allerdings der Deutschen Antje Möldner-Schmidt geschlagen geben und gewann in 9:30,16 Minuten die Silbermedaille.
2015 belegte Fougberg bei den Halleneuropameisterschaften in Prag mit einer Zeit von 9:06,50 Minuten den elften Platz im 3000-Meter-Lauf. Bei den Weltmeisterschaften in Peking schied sie im Hindernislauf bereits nach den Vorläufen aus. Auch bei den Olympischen Spielen 2016 in Rio de Janeiro konnte sie sich nicht für das Finale qualifizieren.
2017 wurde Fougberg bei den Halleneuropameisterschaften in Belgrad in 9:09,53 Minuten Zwölfte über 3000 Meter. Bei den Weltmeisterschaften in London verpasste sie im Hindernislauf erneut den Einzug in das Finale. In der folgenden Saison konzentrierte sie sich überwiegend auf die flachen Langstrecken. Bei den Europameisterschaften 2018 in Berlin belegte sie den siebten Platz im 10.000-Meter-Lauf und den neunten Platz im 5000-Meter-Lauf.

## Persönliche Bestzeiten
- 1500 m: 4:11,89 min, 16. Juli 2014 in Karlsbad
- 5000 m: 15:23,80 min, 21. Juli 2018 in Heusden-Zolder
- 10.000 m: 32:34,47 min, 1. September 2018 in Tampere
- 3000 m Hindernis: 9:23,96 min, 12. Juli 2014 in Glasgow (schwedischer Rekord)
- Halbmarathon: 1:11:58	h, 15. April 2018 in Stresa
- Marathon: 2:29:40 h, 17. Februar 2019 in Sevilla